# The Man Who Sold the World (utwór)
The Man Who Sold the World („Człowiek, który sprzedał świat”) – kompozycja autorstwa Davida Bowiego. Utwór ten jest tytułową piosenką z jego trzeciego albumu, wydanego w Stanach Zjednoczonych w listopadzie 1970 oraz w Wielkiej Brytanii w kwietniu 1971. Piosenka była w późniejszych latach wykonywana wielokrotnie przez wielu wykonawców, z czego najbardziej znane stały się wykonania Lulu (1974), Midge Ure (1982) oraz Nirvany (1993).

## Geneza utworu
Sama piosenka, tak jak pozostałe dzieła z tego albumu, przyrównywano do utworów z gatunku horror/fantasy znanego autora H.P. Lovecrafta. W warstwie tekstowej można także zauważyć odniesienia oraz refleksje Davida Bowie na temat rozdwojenia jaźni lub też zwielokrotnienia osobowości które, jak się uważa, były inspirowane przez wiersz „Antigonish” autorstwa Williama Hughesa Mearnsa.

## Inne wydania utworu
„The Man Who Sold the World” pojawił się na stronie B amerykańskiej wersji singla „Space Oddity” (1972) oraz kolejny raz na stronie B singla „Life on Mars?” (1973). Od tamtego czasu piosenka ta pojawiała się wielokrotnie na licznych kompilacjach artysty.
Bowie wykonał ten utwór podczas występu w roku 1979 wraz z Klausem Nomi oraz Joeyem Ariasem, w trakcie programu Saturday Night Live. Fragmenty tego wykonania można zobaczyć w filmie The Nomi Song.
Ponownie nagrana wersja tej piosenki w produkcji Briana Eno, została umieszczona na stronie B wydanego w 1995 roku singla z piosenką „Strangers When We Meet”. Ta wersja pojawia się także jako płyta dodatkowa do Outside – Version 3.

## Singiel Nirvany
Piosenka była także wykonana przez zespół grunge’owy Nirvana w czasie koncertu MTV Unplugged in New York. Nagranie w tym wykonaniu zostało wydane na singlu promocyjnym (niedostępnym w sklepach) i często gościło w notowaniach radiowych, czego przykładem może być Lista przebojów programu trzeciego, gdzie piosenka ta znalazła się na pierwszym miejscu zestawienia.

### Wersja Nirvany na listach przebojów
| Rok  | Wykonawca | Singel                     | Lista                            | Pozycja |
| ---- | --------- | -------------------------- | -------------------------------- | ------- |
| 1995 | Nirvana   | The Man Who Sold the World | Sweden Airplay Charts            | No. 1   |
| 1995 | Nirvana   | The Man Who Sold the World | Poland Airplay Charts            | No. 1   |
| 1995 | Nirvana   | The Man Who Sold the World | Latvian Airplay Charts           | No. 1   |
| 1995 | Nirvana   | The Man Who Sold the World | Slovakian Airplay Charts         | No. 4   |
| 1995 | Nirvana   | The Man Who Sold the World | Modern Rock Tracks (US)          | No. 6   |
| 1995 | Nirvana   | The Man Who Sold the World | Mainstream Rock Tracks (US)      | No. 12  |
| 1995 | Nirvana   | The Man Who Sold the World | Canadian National Airplay Charts | No. 22  |
| 1995 | Nirvana   | The Man Who Sold the World | French Airplay Charts            | No. 34  |

## Inne wersje
- Lulu nagrała swoją wersję piosenki w 1974[6]. Wydana jako singiel w styczniu 1974, dotarła do trzeciego miejsca na brytyjskiej liście przebojów. Bowie wyprodukował tę wersję utworu wraz z Mickiem Ronsonem podczas sesji nagraniowej do płyty Pin Ups. Dodatkowo, w trakcie nagrywania utworu, Bowie zagrał na gitarze, saksofonie oraz zaśpiewał w chórkach. W nagraniach towarzyszyła Lulu, także pozostała część zespołu Davida Bowie.
- Richard Barone nagrał swoją wersję utworu w 1987 na album pt. Cool Blue Halo. Do nagrania piosenki użył jedynie wiolonczeli, gitary akustycznej i symfonicznych instrumentów perkusyjnych. W takiej wersji utwór ten posiadał zbliżony styl do późniejszego nagrania zespołu Nirvana.
- Midge Ure wykonał piosenkę na albumie zawierającym piosenki z filmu Party Party (1982). Ta wersja tego utworu dostępna jest także na składance największych przebojów artysty No Regrets: The Very Best of Midge Ure oraz na kompilacji, która została wydana w marcu 2003 przez magazyn Uncut. Została ona także wykorzystana jako główny motyw muzyczny gry Metal Gear Solid V: The Phantom Pain.
- Simple Minds na albumie Neon Lights (2001).
- The Waterboys również wykonali tę piosenkę.